# Де Йонг, Пит
Пе́трус Йо́зеф Си́тзе «Пит» де Йонг (нидерл. Petrus Jozef Sietze (Piet) de Jong [ˈpeːtrʏs ˈjoːzəf ˈsitsə ˈpit də ˈjɔŋ]; 3 апреля 1915, Апелдорн, Нидерланды — 27 июля 2016, Гаага, Нидерланды) — нидерландский государственный деятель, премьер-министр Нидерландов (1967—1971), занимал ряд других высоких должностей в правительстве, представлял Католическую народную партию.

## Биография
Родился в городе Апелдорне (провинция Гелдерланд в семье римско-католического вероисповедания. Его родители — Йоханнес де Йонг (Joännes de Jong) и Гийсберта Адриана Шутен (Gijsberta Adriana Schouten). После окончания средней школы поступил мичманом в Королевские военно-морские силы Нидерландов и начал образование в Королевском Морском колледже в Ден-Хелдере. В 1934 году он выпустился, 28 августа получив звание лейтенанта-тер-зее 3-го класса (соответствует младшему лейтенанту) и поступил на службу в подводный флот Нидерландов.

### Военная карьера
28 августа 1936 года — стал лейтенантом-тер-зее II.
К 1940 году находился в должности вахтенного офицера субмарины Hs.Ms. О 24, 13 мая 1940 года покинувшей Нидерланды в связи с оккупацией Третьим рейхом, и отправившейся в Великобританию для продолжения борьбы. 16 августа 1944 года был повышен до лейтенанта-тер-зее I и назначен командиром O 24. В 1946 году он привёл свою подлодку обратно в Нидерланды. В 1947 году стал сотрудником Морского штаба Адмиралтейства, а с 1948 года — адъютантом Морского министра.
В 1951—1952 годах — командир фрегата Hr. Ms. De Zeeuw, затем — служащий в штабе союзников на британской военно-морской базе в Портсмуте. С 1 сентября 1954 года — в звании капитан-лейтенанта-тер-зее (носил его и ранее, но на временной основе).
В 1955 году — назначен заместителем начальника штаба генерал-инспектора ВМС Нидерландов принца Бернарда Липпе-Бистерфельдского и адъютантом королевы Юлианы. В 1958 году в звании кэптена-тер-зее служил командиром противолодочного корабля Hr. Ms. Gelderland, в 1959 году ушёл с активной службы, в 1963 году был переведён в резерв, а с 1975 года — в почётной отставке.

### Политическая карьера

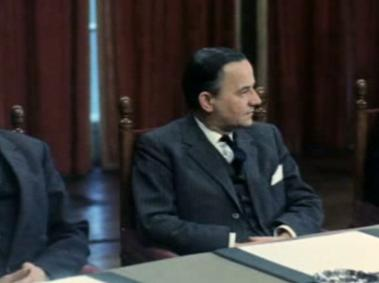
Пит де Йонг в должности Министра обороны, 1965 год

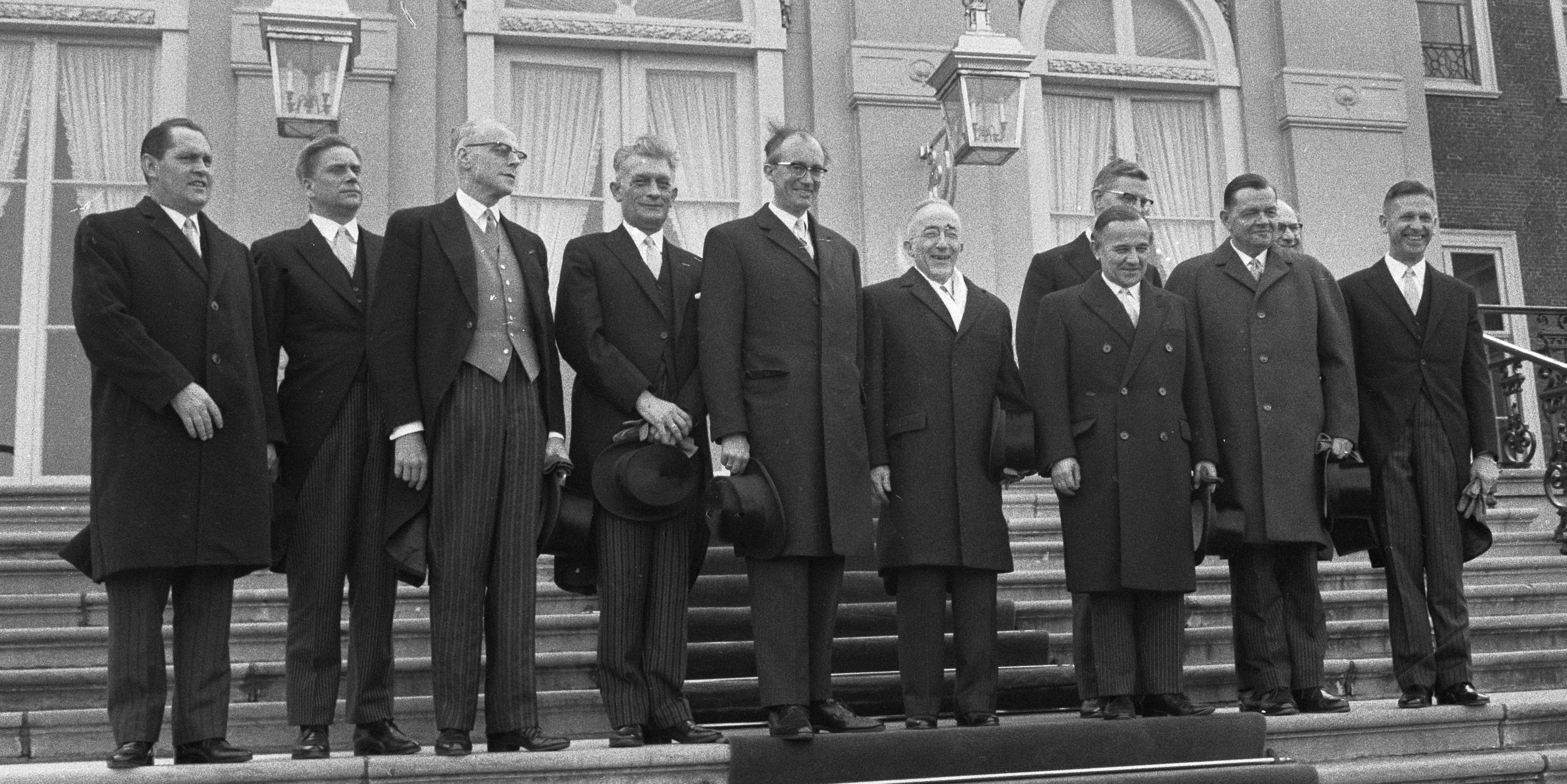
Инаугурация кабинета министров Пита де Йонга, 1967 год

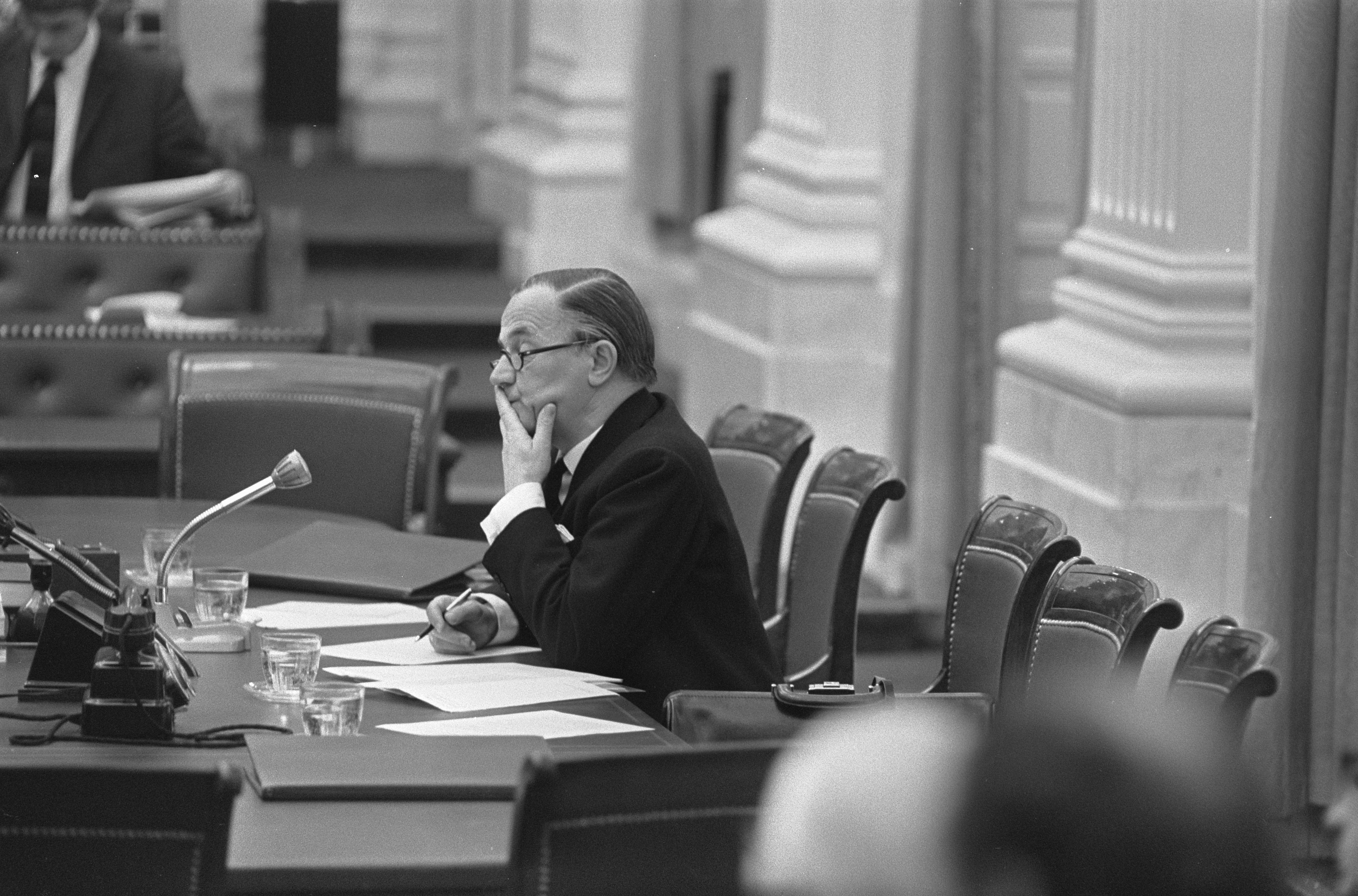
Пит де Йонг в должности Премьер-министра, 1969 год

В 1959 году Католическая народная партия неожиданно обратилась к нему с просьбой принять должность Государственного секретаря обороны в кабинете министров Яна де Квая. Он принял предложение и в том же году стал членом партии.
С 25 июня 1959 по 24 июля 1963 года находился на посту государственного секретаря, а сразу после этого был назначен министром обороны. Реорганизовал систему обороны Нидерландов в вертикальном направлении, сосредоточившись на специализациях голландских задач в НАТО. такой подход встретил критику в парламенте, его оппоненты утверждали, что страна больше не может вести независимую войну. Также инициировал сокращение сроков призыва и сокращению военных расходов.
С 5 апреля 1967 по 6 июля 1971 года он был премьер-министром Нидерландов и одновременно министром по общим вопросам. Сформированный им кабинет министров стал первым в послевоенной истории страны, прослужившим полностью весь четырёхлетний срок.
Под влиянием студенческого движения конца 1960-х годов кабинет де Йонга столкнулся с необходимостью проведения в обществе назревших демократических реформ, в связи с чем было принято решение о демократизации в колледжах и университетах, известное как Maagdenhuisbezetting. Была расширена свобода демонстрации: мэры больше не требовали заранее содержание лозунгов и баннеров. В национальном бюджете на 1968 год были выделены дополнительные средства для пересмотра молодежной политики. В то же время изменения оплаты труда привели к ряду антиправительственных забастовок и демонстраций и даже к отставке министра экономических отношений Лео де Блока. Пражская весна привела к принятию решения об увеличении военного бюджета.
Также была введена традиция еженедельных бесед между главой государства и главой правительства.
В сфере экономики в январе 1969 года был введен НДС.
Находясь в должности главы правительства провёл ряд встреч с иностранными лидерами на высшем уровне, в том числе — с Ричардом Никсоном, Шарлем де Голлем, Жоржем Помпиду, генералом Сухарто.
27 апреля 1967 года он присутствовал в госпитале при объявлении о рождении принца Виллема-Александра.
Был вынужден уйти в отставку в 1971 году после того как Партия труда отказалась входить в кабинет, если в качестве премьера будет предложена его кандидатура. В 1971—1974 годах являлся членом Сената Нидерландов и лидером фракции Католической народной партии. В 1972 году был назначен вице-президентом Государственного совета, а в 1974 году был избран мэром Эйндховена.

### После завершения политической деятельности

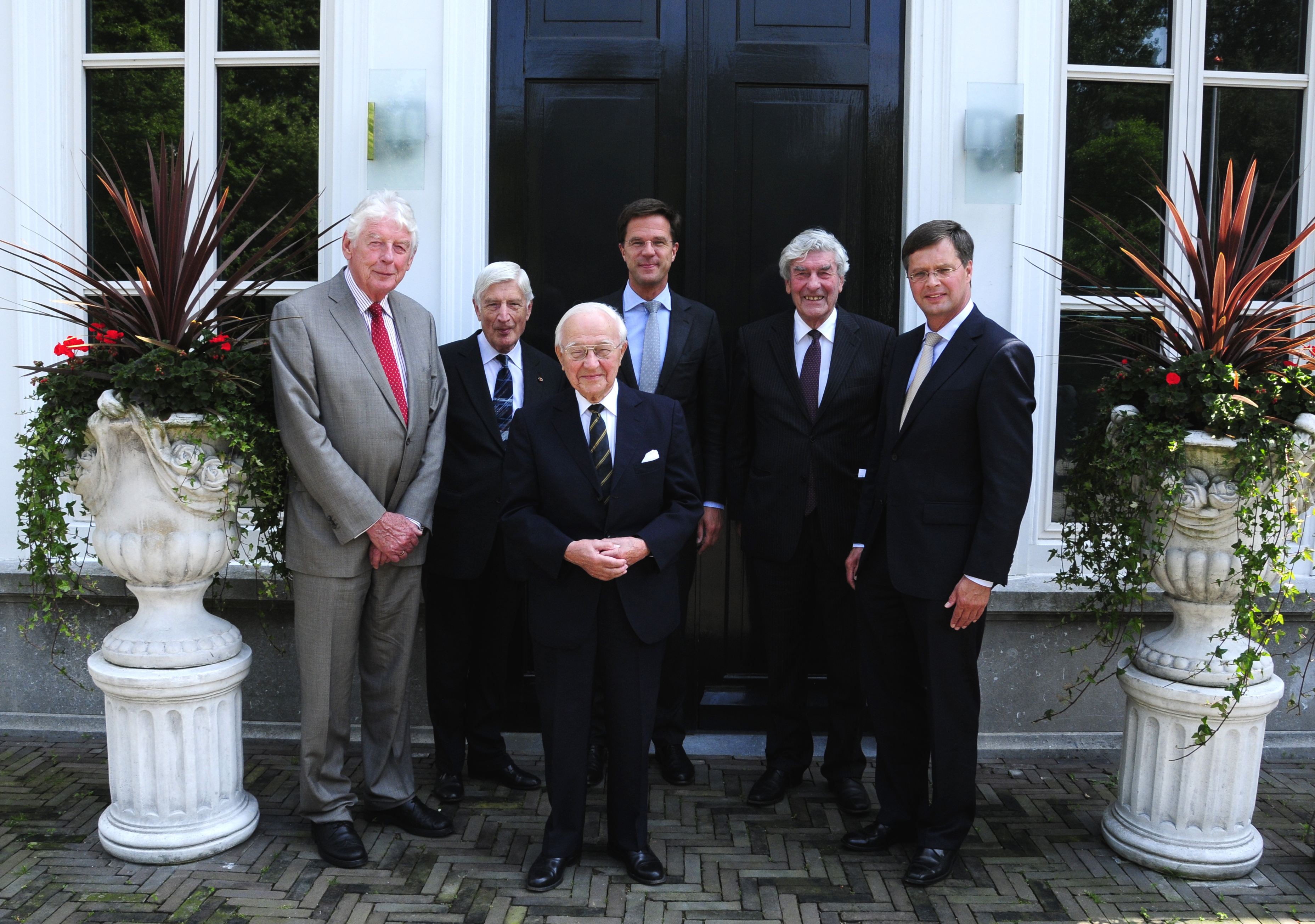
Пит де Йонг (на первом плане) в компании бывших Премьер-министров в 2011 году

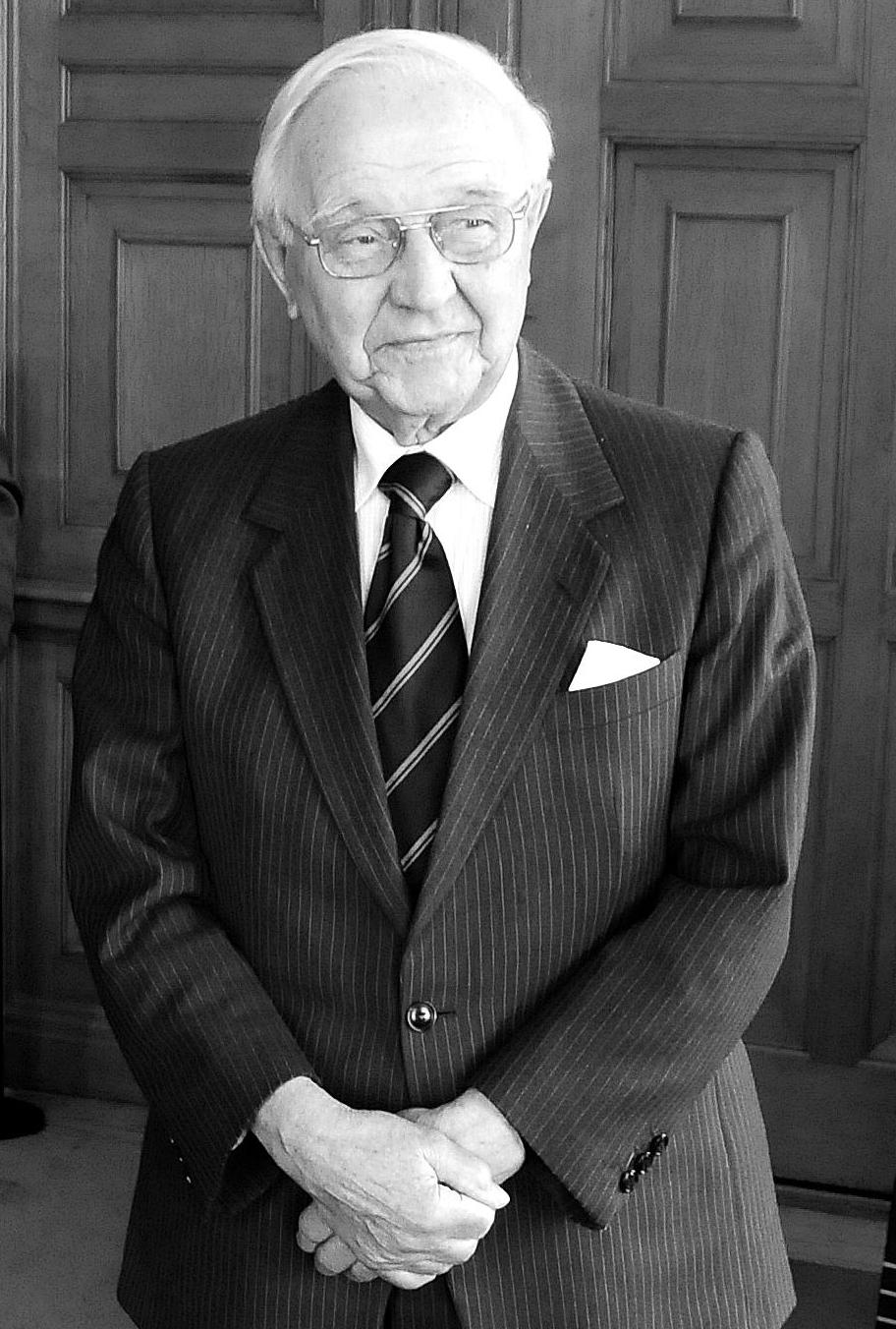
Пит де Йонг в 2011 году

После завершения политической карьеры, де Йонг занимал множество постов в промышленности и наблюдательных советах (SHV Holdings, DAF, CSM, Nationale-Nederlanden, Shell и Het Financieele Dagblad). В 1976 году он был председателем экономической миссии в Австралию и десять лет спустя из одной в Китай. В 1990 году он был избран главой дипломатической миссии в Ираке, призванной освободить нидерландских заложников, однако миссия была отменена.
В августе 2013 года после кончины бывшего исполняющего обязанности президента Эквадора Тельмо Варгаса он стал самым пожилым из отставных руководителей государств в мире.
С 1974 по 1981 год он был первым председателем Национального комитета памяти 1940—1945 годов.

## Семья
26 июня 1947 года Пит де Йонг сочетался браком с бывшей деятельницей нидерландского сопротивления Анной Гертрудой Якобой Генриэттой «Аннеке» Бартелс. Вместе они вырастили двух сыновей и дочь. Аннеке Бартелс умерла в 2010 году, в возрасте 94 лет.

## Награды
- Большой крест Ордена Оранских-Нассау (17 июля 1971 года)
- Бронзовый крест (дважды, 1940 и 1943 годы)
- Крест за Выдающиеся заслуги (Великобритания)
- Медаль за Мир и Порядок
- Военно-мемориальный крест